# Бараташвили, Гела
Гела Бараташвили (груз. გელა ბარათაშვილი; род. 1 апреля 1981, Хашури) — грузинский самбист и дзюдоист, бронзовый призёр соревнований Молодёжных игр 2003 года по дзюдо, чемпион Европы по самбо 2004 года, серебряный (2004) и бронзовый (2003) призёр чемпионатов мира по самбо. По самбо выступал в полулёгкой весовой категории (до 57 кг). В Грузии проводится ежегодный турнир по самбо среди юношей на призы Бараташвили.